# Bohuslav Svoboda
Bohuslav Svoboda, né le 8 février 1944 à Prague, est un homme politique tchèque, membre du Parti démocratique civique (ODS). Il est maire de Prague de 2010 à 2013 et depuis 2023.

## Biographie

### Maire de Prague
Le 30 novembre 2010, il est élu maire de la ville de Prague et prend la tête d'une « grande coalition » entre l'ODS et le Parti social-démocrate tchèque (ČSSD), qui compte 34 sièges sur 70 au conseil municipal.
Cet accord est rompu à peine un an plus tard, le 21 novembre 2011, et Svoboda se maintient au pouvoir en s'associant avec TOP 09, déjà allié de l'ODS au niveau national et premier parti de l'assemblée avec 26 élus, contre 20 au parti du maire.

### Motion de censure et démission
Il est contraint de remettre sa démission le 23 mai 2013, après le vote d'une motion de censure contre lui et deux adjoints par son partenaire de coalition, le ČSSD et le Parti communiste de Bohême et Moravie (KSČM). Son premier adjoint, Tomáš Hudeček, de TOP 09, lui succède par intérim, avant d'être élu le 20 juin grâce au soutien des sociaux-démocrates.

### Retour à la mairie
Lors des élections municipales de septembre 2022, la coalition Ensemble-Démocratie civique arrive en tête avec 24,72 % des voix mais, avec 19 sièges, a besoin de partenaires pour pouvoir diriger la ville. Après cinq mois de négociations, un accord de coalition est conclu avec le Parti pirate et les Maires et Indépendants. Réunies, les trois formations détiennent 36 des 65 sièges du conseil municipal. Le 16 février 2023, Bohuslav Svoboda est élu maire, dix ans après avoir quitté la fonction.